# Abtrichia
Abtrichia is een geslacht van schietmotten uit de familie Hydroptilidae.

## Soorten
Onderstaande soorten zijn beschreven:
- A. antennata Mosely, 1939
- A. squamosa Mosely, 1939